# Метадоксин
Метадоксин представляет собой молекулу, синтезированную из пиридоксина (витамина В6) и L-пироглутамата. Данное соединение применяется при острой/хронической алкогольной интоксикации с целью более быстрого выведения алкоголя из организма и, как следствие, более быстрого снятия похмельной симптоматики, а также для снижения риска развития осложнений со стороны наиболее подверженных неблагоприятному воздействию алкоголя органов (печени, мозга).

## Характеристики
Метадоксин представляет собой ионную пару двух важных биомолекул — пиридоксина (витамина B6) и пирролидона карбоксилата. Витамин В6 ускоряет метаболическое разложение этанола и ацетальдегида, оказывающих токсическое действие на отдельные органы (мозг, печень) и организм в целом.
Кроме того, витамин В6 регулирует биосинтез ряда важнейших нейромедиаторов центральной нервной системы: ГАМК, серотонина, дофамина, эпинефрина и норэпинефрина, обеспечивая нейропротективный эффект, то есть защитное действие в отношении клеток головного мозга.
Пирролидон карбоксилат стимулирует биосинтез АТФ через активацию пуринового каскада, повышает активность γ-глутамил-трансферазы в печени и мозге, активирует холин- и ГАМК-эргические системы, повышает содержание восстановленного глутатиона. Это позволяет пирролидону карбоксилату оказывать центральное анксиолитическое (противотревожное) действие и периферическое восстановление системы антиоксидантной защиты печени и головного мозга. Кроме того, данные фармакологических исследований указывают на способность пирролидона каарбоксилата сокращать период полувыведения этанола во время острой интоксикации. Ионная связь витамина В6 и пирролидона карбоксилата в составе молекулы метадоксина позволяет получить усиленные эффекты этих веществ в сравнении с силой их эффектов по отдельности.

## Фармакология

### Механизм дезинтоксикационного действия
Дезинтоксикационное действие метадоксина опосредуется через воздействие на два ключевых фермента в метаболизме этанола. По данным доклинических исследований, метадоксин повышает активность ацетальдегиддегидрогеназы, способствующей деградации основного и наиболее токсичного метаболита этанола — ацетальдегида, а также предотвращает снижение активности алкольдегидрогеназы — фермента, ответственного за деградацию непосредственно этанола, угнетаемого при приеме алкоголя. Ускорение метаболизма алкоголя позволяет быстрее элиминировать его из организма, способствуя сокращению токсикогенной фазы.

### Механизм гепатопротективного действия
Также доклинические исследования установили благоприятное действие метадоксина на печень за счёт подавления увеличения содержания эфиров жирных кислот, что способствует восстановлению физиологичного соотношения насыщенных и ненасыщенных жирных кислот и, как следствие, предупреждает развитие стеатогепатоза (ожирения печени). Метадоксин увеличивает концентрацию АТФ в печени за счёт активации синтеза пуринов «de novo», повышает уровень восстановленного глутатиона, а также предотвращает повреждение перекисным окислением липидов, отложение коллагена и секрецию фактора некроза опухоли, индуцированных воздействием алкоголя, что позволяет предупредить развитие фиброза и прогрессирование цирроза печени, а также снизить дегенеративное влияние алкоголя на функцию печени в целом.

### Механизм нейропротективного действия
Этанол вызывает снижение уровня АТФ в клетках головного мозга примерно на 50 %. Предварительное применение метадоксина не только полностью предотвращало такое падение уровня АТФ, но даже приводило к повышению, продолжавшемуся более двух часов, согласно данным доклинических исследований. Введение метадоксина увеличивает высвобождение ГАМК и ацетилхолина из лобно-теменной коры головного мозга. Вследствие взаимодействия с нейромедиаторами ЦНС метадоксин оказывает нейропсихологический, противотревожный эффект.

## Медицинское применение

### Острая/хроническая алкогольная интоксикация
Клинические исследования подтверждают, что лечение метадоксином значительно уменьшало период полувыведения этанола из крови у здоровых добровольцев с острой интоксикацией. За счёт этого метадоксин уменьшает клинические симптомы алкогольной интоксикации, включая психомоторное возбуждение, депрессию, агрессивность и нарушение равновесия, значительно улучшая состояние после отравления алкоголем. При приёме метадоксина отмечено снижение уровня сахара в крови, улучшение показателей липидного обмена и обмена билирубина. Также есть данные о том, что метадоксин снижает тягу к алкоголю.

### Заболевание печени
Данные клинических исследований подтверждают влияние метадоксина на снижение показателей некроза клеток печени и накопления жира при алкогольной жировой дистрофии печени. Было показано, что метадоксин улучшает биохимические показатели функции печени, а также уменьшает ультразвуковые признаки жировой болезни печени.

## Исследования
Применение метадоксина изучалось в большом количестве как доклинических, так и клинических исследованиях. Ключевым эффектом метадоксина является дезинтоксикационный, то есть связанный с ускорением выведения этанола и его метаболитов из организма, сокращая токсическое воздействие алкоголя на организм человека. Так, данные клинических исследований доказали, что:
- метадоксин эффективен в ускорении выведения этанола и ацетальдегида у здоровых добровольцев с острой алкогольной интоксикацией с 7 часов 15 минут до 5 часов 50 мин[3];
- у больных с острой интоксикацией применение метадоксина позволяло ускорить процесс восстановления: состояние значимо улучшалось менее, чем через час (0,95 часа), тогда как в группе плацебо только через более, чем 2 часа (2,34 часа); кроме того, доля пациентов, не имеющих симптомов отравления алкоголем, была значительно выше после приёма метадоксина[14];
- при применении метадоксина отмечалось значительное снижение потребления алкоголя, а также потребности в его приёме[15]. Кроме того, в исследованиях были показаны гепато- и нейропротективные эффекты метадоксина (способность защищать печень и мозг от токсичного действия алкоголя):
- при применении метадоксина отмечалось достоверное снижение выраженности цитолиза гепатоцитов и холестаза, нормализация уровней печёночных ферментов (АСТ, АЛТ, ГГТП, ЩФ, прямого билирубина), снижение риска развития желтухи и печёночной энцефалопатии, часто приводящей к летальному исходу[16].
- пациенты с тяжелым алкогольным гепатитом имели лучшую выживаемость через 30 и 90 дней при добавлении метадоксина к терапии кортикостероидами[17].
- у больных с острой алкогольной интоксикацией применение метадоксина позволяло значительно улучшить такие симптомы, как психомоторное возбуждение, депрессия, агрессивность, ступор и нарушения равновесия, по сравнению с контрольной группой. Этот эффект может быть связан с увеличением высвобождения ГАМК, тормозящей ЦНС, нормализацией уровня АТФ в клетках и дофамина[3][18].

### СДВГ
Синдром дефицита внимания и гиперактивности (СДВГ) является одним из наиболее распространённых нейроповеденческих расстройств детского возраста и одним из наиболее распространённых хронических заболеваний, поражающих детей школьного возраста. Основные симптомы СДВГ включают невнимательность, трудности с концентрацией внимания, гиперактивность и импульсивность.
Метадоксин проявлял эффект усиления когнитивных функций на модели крыс с социальным распознаванием животных.
Несколько клинических исследований СДВГ II фазы продемонстрировали эффект, достигающий статистической значимости, измеренный с помощью нейропсихологического тестирования (такого как компьютеризированный тест переменных внимания (TOVA) в условиях обострения) и клинических шкал (в исследованиях хронического приёма). При этом применение метадоксина не вызывало серьёзных побочных эффектов, в целом частота нежелательных реакций была сопоставима с плацебо.

### Синдром ломкой X-хромосомы или Мартина-Белл
Синдром ломкой Х-хромосомы — это генетическое заболевание, которое является наиболее распространённой причиной умственной отсталости и аутизма с одним геном Люди с синдромом ломкой Х-хромосомы часто имеют ряд поведенческих симптомов, включая когнитивные нарушения, невнимательность, гиперактивность, импульсивность, симптомы аутизма, застенчивость, агрессию, тревогу, взмахи руками, касание рук и высокую чувствительность к прикосновениям. Расстройство аутистического спектра наблюдается примерно у 30 % мужчин и 20 % женщин с синдромом, у 30 % людей проявляются симптомы аутизма без диагноза аутизма. СДВГ часто диагностируется при синдроме ломкой Х-хромосомы.
В исследовании на животных лечение метадоксином улучшило поведенческие нарушения в обучении, память и социальное взаимодействие и остановило сверхактивацию биомаркеров Akt и внеклеточной сигнально-регулируемой киназы в крови и головном мозге молодых и взрослых мышей. Метадоксин также продемонстрировал восстановление аномальных нейронов, уменьшил повышенную выработку базального белка. Оба указанных процесса, на которые воздействовал метадоксин, вовлечены в патофизиологию синдрома ломкой Х-хромосомы и предположительно ответственны за нарушение обучения и памяти.